# Frederik Albert Madsen
Frederik Albert Madsen (* 16. Februar 1894 in Randers; † 24. November 1971) war ein dänischer Beamter und kommissarischer Landsfoged in Grönland.

## Leben
Frederik Albert Madsen war der Sohn des Kaufmanns Mads Madsen († 1938) und seiner Frau Agnes Ragnhild Jensen († 1896). Er besuchte die Schule in seiner Heimatstadt Randers, die er 1912 abschloss. Anschließend begann er ein Studium der Rechtswissenschaften, das er 1919 als cand.jur. abschloss.
Danach wurde er als stellvertretender Assistent im Indenrigsministeriet angestellt und wurde 1921 als Sekretär festangestellt. Nebenher diente er auch als juristischer Sekretär bei Grønlands Styrelse, bei der dänischen Hypothekenbank und dem Schiedsgericht der Buchdrucker. Am 30. April 1925 heiratete er Karen Kirstine Buhl (1895–?), Tochter des Proprietärs Hans St. Buhl († 1934) und seiner Frau Anna Frederikke Petersen († 1929). Von 1929 bis 1930 vertrat er Knud Oldendow als Landsfoged von Südgrönland. 1932 wurde er zum Bevollmächtigten im Indenrigsministeriet befördert. 1935 wurde er Chef des 2. Einberufungskreises (udskrivningskreds). 1964 wurde er pensioniert.
Von 1944 bis 1969 diente er auch als Gutsverwalter des Doms zu Roskilde. Von 1930 bis 1960 war er Berater des Indenrigsministeriets zu Wehrpflicht und Einberufung.
Frederik Albert Madsen wurde am 18. Januar 1938 Ritter des Dannebrogordens, am 10. März 1953 Ritter 1. Grades und am 25. Januar 1964 Kommandeur. Daneben war er auch Ritter des isländischen Falkenordens, Kommandeur des norwegischen Sankt-Olav-Ordens und Kommandeur des Orden der Krone von Thailand. Er starb 1971 im Alter von 77 Jahren.